# Moscou, je t'aime
Pour plus de détails, voir Fiche technique et Distribution.
Moscou, je t'aime (russe : Москва, я люблю тебя!, Moskva, ia lioubliou tebia!) est une comédie romantique russe à sketches sortie en 2010.
Il s'agit d'un projet commun de cinéastes russes sous la direction générale d'Iegor Kontchalovski (ru), qui se présente sous la forme d'un film de fiction. Il se compose de dix-huit courts métrages indépendants de cinq minutes, réalisés par différents réalisateurs. Dans sa forme, le projet reprend le modèle français Paris, je t'aime (2006) et américain New York, I Love You (2009). La première a lieu le 2 septembre 2010.

## Fiche technique
- Titre français : Moscou, je t'aime[1],[2]
- Titre original : Москва, я люблю тебя!, Moskva, ia lioubliou tebia![3],[4]
- Production : BFG Media, studios PS TVC
- Pays de production :  Russie
- Langue originale : russe
- Format : couleurs
- Durée : 109 minutes
- Genre : comédie romantique à sketches
- Dates de sortie : 
  - Russie : 2 septembre 2010

## Les dix-huit sketches

### Mosca ti amo!
- Titre original : Mosca ti amo! (litt. « Moscou, je t'aime » en italien)
- Réalisateur et scénariste : Aleksandr Kassatkine

Synopsisles services d'immigration de Moscou effectuent une inspection dans la résidence universitaire de l'université d'État de Moscou, un footballeur italien en situation irrégulière, venu rendre visite à sa maîtresse, se cache d'elle sur le rebord de la fenêtre.
Distribution
- Giuliano Di Capua (ru) : Nikolo
- Svetlana Ivanova : Sveta
- Dmitri Koulitchkov : l'agent de police
- Ielizaveta Martines Kardeas
- Andreï Frolov : Serioga

### Job — Rabota
- Titre original en cyrillique : Job — Работа (litt. « Job / Emploi »)
- Réalisateur et scénariste : Artiom Mikhalkov

SynopsisLe sketch s'ouvre sur un entretien d'embauche extrêmement sévère, presque un interrogatoire, mené par des anglophones lors d'un recrutement, apparemment pour un poste très prestigieux et à responsabilités. Mais en réalité, il s'agit d'un travail d'homme-sandwich.
Distribution
- Grigori Antipenko (ru) : Sergueï Aleksandrovitch
- Aleksandr Rappoport : l'employé de la société étrangère
- Anatoli Korolko
- Mikhaïl Klimanov
- Mikhaïl Malinine : le tailleur
- Natalia Tikhonova
- Aleksandr Nikolaïev
- Denis Kiris : le médecin
- Sergueï Pechekhodov
- Dmitri Krasnov
- Olga Jouravkina
- Roman Kirillov
- Sergueï Kolesnitchenko
- Vassili Gortchakov
- Igor Skourikhine (ru)

### On i ona
- Titre original en cyrillique : Он и она (litt. « Lui et elle »)
- Réalisateur et scénariste : Andreï Razenkov (ru)

Synopsisdeux personnes se retrouvent après une longue séparation, il lui demande de l'épouser et ils partent ensemble dans un camion-citerne.
Distribution
- Ievguenia Dobrovolskaïa : elle
- Ievgueni Stytchkine (ru) : lui

### Barada (nepriatnaïa sitouatsia)
- Titre original en cyrillique : Барада (неприятная ситуация) (litt. « Barada (situation peu agréable) »)
- Réalisateur et scénariste : Ielina Souni

Synopsisdeux mariées pleurent devant une discothèque, discutant et criant des insultes dans le jargon de Padonkaffsky. Un nain passe près d'elles, fait monter une femme qui rit dans sa voiture et s'en va.
Distribution
- Alissa Grebenchtchikova (ru) : la 1re mariée
- Anguelina Mirimskaïa : la 2de mariée
- Vladimir Tichenkov (ru) : le nain

### Oulybka letneï notchi
- Titre original en cyrillique : Улыбка летней ночи (litt. « Sourire d'une nuit d'été »)
- Réalisatrice et scénariste : Iekaterina Kalinina

Synopsisdeux anges, l'un sous la forme d'un homme, l'autre sous celle d'un chien, aident une femme à retrouver son ancien amour.

### Nastoïachtchaïa jizn
- Titre original en cyrillique : Настоящая жизнь (litt. « La Vraie Vie »)
- Réalisateur et scénariste : Ivan Okhlobystine

Synopsisle grand-père d'un bon vivant qui consomme de la drogue et de l'alcool est sur le point de mourir. Le matin, il a l'impression que son grand-père l'appelle pour leur jogging traditionnel avant le lever du soleil. Ils courent jusqu'au pont, où son grand-père lui parle de la « vraie vie », puis il rentre chez lui. Là, sa mère lui annonce que son grand-père est en réalité décédé depuis plusieurs heures déjà.

### Pismo babouchke Ouïne
- Titre original en cyrillique : Письмо бабушке Уйне (litt. « Lettre à grand-mère Ouïne »)
- Réalisateur : Gueorgui Natanson
- Scénariste : Loudmila Temnova

SynopsisMisu, une violoniste coréenne venue à Moscou pour participer au concours international Tchaïkovski, écrit une lettre à sa famille dans laquelle elle raconte qu'elle s'est bien intégrée, que beaucoup de gens viennent l'écouter jouer et qu'elle a rencontré un garçon. Mais en réalité, Misu joue dans la rue pour quelques centimes et le garçon en question est un voyou qui l'a renversée avec sa moto.

### Valerik
- Titre original en cyrillique : Валерик (litt. « Valerik »)
- Réalisateur et scénariste : Gueorgui Paradjanov (ru)

Synopsisun marionnettiste donne une représentation dans la rue, au cours de laquelle sa marionnette, qui incarne l'héroïne, prend feu. Il rentre ensuite chez lui, où se trouvent de nombreuses marionnettes.

### Vyssotka
- Titre original en cyrillique : Высотка (litt. « Le gratte-ciel »)
- Réalisatrice : Nana Djordjadze
- Scénariste : Irakli Kvirikadze

Synopsisun homme, dont la petite amie l'a quitté, achète un télescope et espionne les gens de sa fenêtre. Il remarque soudainement un homme « bien habillé » qui veut se suicider, puis appelle les pompiers qui viennent sauver l'apprenti-suicidaire.

### V tsentre GOuMa ou fontana
- Titre original en cyrillique : В центре ГУМа у фонтана (litt. « À la fontaine de la galerie marchande Goum »)
- Réalisatrice et scénariste : Iekaterina Dvigobskaïa (ru)

Synopsisune jeune vendeuse de glaces d'un centre commercial Goum rencontre différentes personnes, dont un bon ami. Toutes ces rencontres ont trait à l'amour.

### Etioud v svetlykh tonakh
- Titre original en cyrillique : Этюд в светлых тонах (litt. « Étude en teintes claires »)
- Réalisateur et scénariste : Vassili Tchiguinski (ru)

Synopsisune femme travaille comme gardienne de métro dans l'une des stations pendant la nuit. Elle se réveille à 23 heures, prend son petit-déjeuner, se rend au travail, coupe l'électricité dans la station et... peint des tableaux.

### Abonent nedostoupen
- Titre original en cyrillique : Абонент недоступен (litt. « Ce numéro n'est plus attribué »)
- Réalisateur : Oleg Fomine (ru)
- Scénariste : Natalia Chapochnikova

Synopsisune jeune fille, debout devant le monument dédié à Sergueï Essénine, se souvient de son arrivée à Moscou à la recherche du « bonheur ».

### Moskvitchi
- Titre original en cyrillique : Москвичи (litt. « Les Moscovites »)
- Réalisateur : Iegor Kontchalovski (ru)
- Scénariste : Ivan Okhlobystine

Synopsisles chefs de deux gangs (« russe » et « caucasien »), qui se promenaient avec leur sbires à la recherche de fleurs se retrouvent soudainement face à face devant un stand de fleurs, et se disputent pour savoir qui est le premier dans la file d'attente et qui est le plus important.

### Koroleva
- Titre original en cyrillique : Королева (litt. « La Reine »)
- Réalisatrice et scénariste : Alla Sourikova

Synopsisune mère se démène comme une folle pour passer cinq minutes aux côtés des vedettes du Palais de la musique.

### Skripatch
- Titre original en cyrillique : Скрипач (litt. « Le Violoniste »)
- Réalisatrice : Vera Storojeva
- Scénariste : Sergueï Popov

Synopsisun tueur à gages sauve une petite fille gitane d'un enlèvement et trouve la mort.

### Taksist
- Titre original en cyrillique : Таксист (litt. « Le chauffeur de taxi »)
- Réalisateur : Alekseï Goloubev (ru)
- Scénariste : Sergueï Potinko

Synopsisun ancien coureur automobile rencontre son ex-petite amie.

### Nikitskie vorota
- Titre original en cyrillique : Никитские ворота (litt. « Porte Nikitski (ru) »)
- Réalisateur et scénariste : Irakli Kvirikadze

Synopsisun mari rentre du travail plus tôt que prévu.

### Obekt № 1
- Titre original en cyrillique : Объект № 1 (litt. « Objet no 1 »)
- Réalisateur et scénariste : Mourad Ibraguimbekov

Synopsisun vieux grimpeur examine un jeune sur les toits des gratte-ciel des Sept Sœurs à Moscou.